# Teodor Wessel
Teodor Wessel herbu Rogala (zm. 21 maja 1791) – wojewoda łęczycki 1759–1761, podskarbi wielki koronny w latach 1761–1775, prezes Komisji Skarbowej Koronnej, generał-lejtnant wojsk koronnych w 1758 roku, starosta wschowski i różański, starosta lipnicki w 1771 roku, członek Komisji Skarbu Jego Królewskiej Mości w 1768 roku.

## Życiorys
Był synem Wojciecha, kasztelana warszawskiego i jego trzeciej żony Teresy Załuskiej. Za panowania Augusta III Sasa był członkiem frakcji brühlowskiej stronnictwa starorepublikańskiego.
W 1761 roku minister saski Henryk Brühl sprzedał mu urząd podskarbiego wielkiego koronnego, licząc na nielegalne zyski, jakie miał mu dostarczać Wessel z nowo utworzonej mennicy państwowej. Ten jednak już wcześniej wziął łapówkę od fałszerzy żydowsko-pruskich, na potrzeby kupna tego urzędu. Tak więc nielegalne dochody z mennicy czerpali Żydzi i Prusacy. 10 lutego 1766 roku wydał uniwersał o monecie, mocą którego wprowadzał nową stopę złotówki. Z grzywny kolońskiej miano odtąd wybijać 80 złotych, a złotówka dzieliła się na 4 grosze srebrne lub 30 miedzianych. Talar równy był 6 złotym a dukat 16,75 złotego. Z obiegu wycofano wszystkie monety obce, a także tzw. efraimiki – bite stemplami Augusta III w Saksonii przez okupacyjne wojska pruskie. 
Był konsyliarzem konfederacji generalnej 1764 roku. Członek konfederacji radomskiej, 23 października 1767 roku wszedł w skład delegacji Sejmu, wyłonionej pod naciskiem posła rosyjskiego Nikołaja Repnina, powołanej w celu określenia ustroju Rzeczypospolitej.
24 marca 1768 roku na Radzie Senatu głosował za wezwaniem wojsk rosyjskich w celu stłumienia konfederacji barskiej
Jako stronnik konfederacji barskiej, był prawdopodobnie jednym z organizatorów porwania Stanisława Augusta Poniatowskiego w listopadzie 1771 roku. Po upadku konfederacji sprzedał urząd Adamowi Ponińskiemu.
Członek konfederacji 1773 roku, podpisał się na pierwszym, zniszczonym egzemplarzu aktu jej zawiązania, następnie 16 kwietnia tego samego roku złożył przyrzeczenie (sponsję), że podpisze ponownie konfederację. Na Sejmie Rozbiorowym 1773–1775 wszedł w skład delegacji wyłonionej pod naciskiem dyplomatów trzech państw rozbiorczych, mającej przeprowadzić rozbiór. 18 września 1773 roku podpisał traktaty cesji przez Rzeczpospolitą Obojga Narodów ziem zagarniętych przez Rosję, Prusy i Austrię w I rozbiorze Polski.